# La Chute de la maison Usher (film, 1960)
Pour les articles homonymes, voir La Chute de la maison Usher.
Série Corman-Poe
La Chambre des tortures
(1961)
Pour plus de détails, voir Fiche technique et Distribution.
La Chute de la maison Usher (House of Usher) est un film fantastique américain de Roger Corman, sorti en 1960. Il est inspiré d’une nouvelle d’Edgar Allan Poe.

## Synopsis
Philip Withrop se rend a la maison Usher pour voir sa fiancée Madeline. Il est confronté au frère de la jeune femme, Roderick, qui s'oppose à leur mariage. Ce dernier explique à Withrop que sa famille est maudite, ses membres sombrant tous un jour ou l'autre dans la folie, ce qui les conduit toujours à la mort.
Roderick finit un jour par annoncer le décès de Madeline dans son sommeil. L'enterrement a lieu peu après. Mais Madeline n'était que dans un état catatonique, et, devenue folle d'être enterrée vivante, sort de son cercueil pour tuer son frère. Le fiancé fuit la maison qui disparaît à sa vue, dans le brouillard des marécages alentour.

## Fiche technique

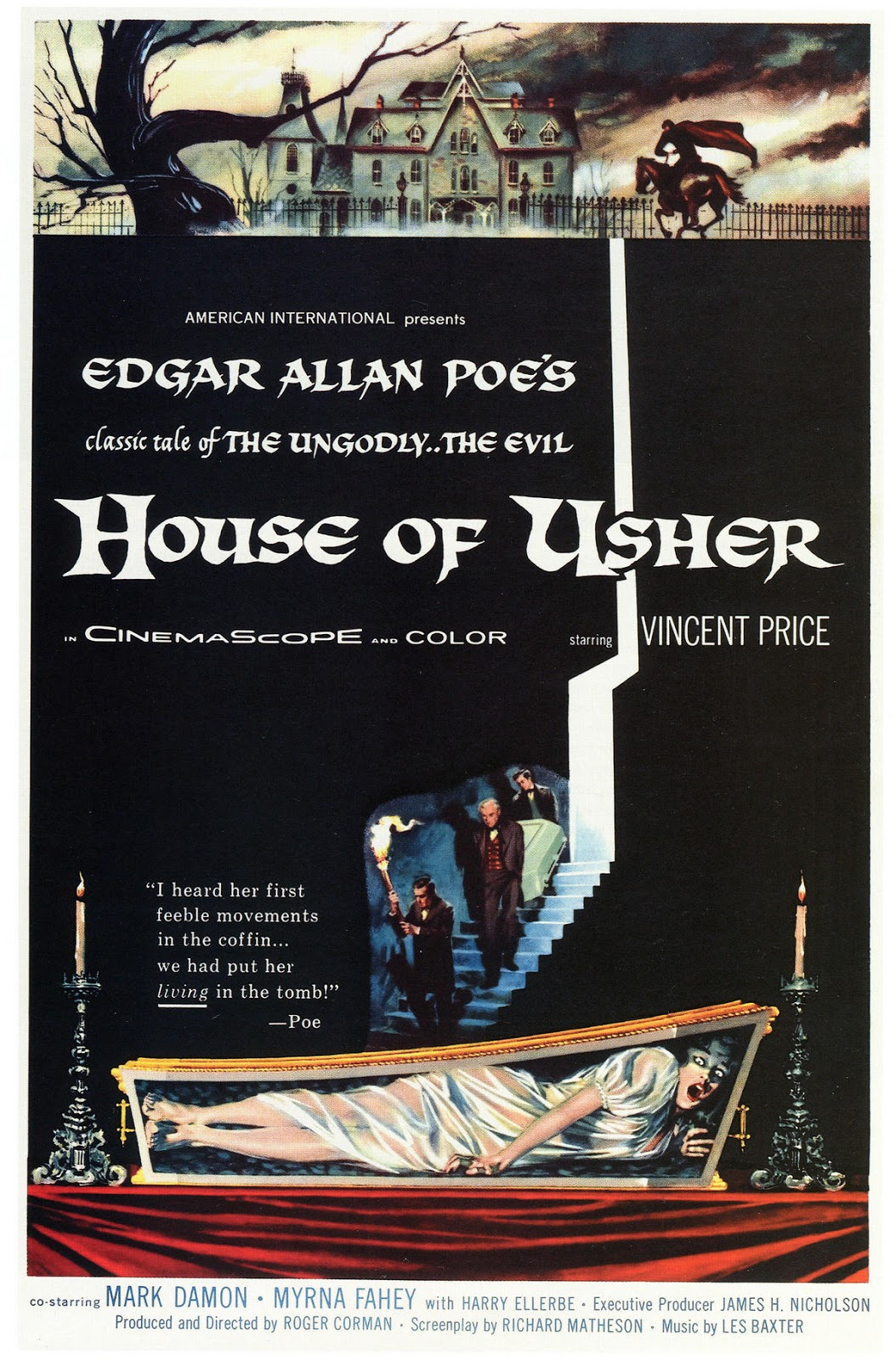
Affiche du film.

- Titre original : House of Usher ou  The Fall of the House of Usher
- Titre français : La Chute de la maison Usher
- Réalisation : Roger Corman, assisté de Jack Bohrer
- Scénario : Richard Matheson d'après La Chute de la maison Usher d'Edgar Allan Poe
- Décors : Daniel Haller
- Photographie : Floyd Crosby
- Effets spéciaux : Lawrence W. Butler, Pat Dinga, Ray Mercer
- Son : Alfred R. Bird, Philip Mitchell, Eve Newman (en)
- Montage : Anthony Carras
- Musique : Les Baxter
- Production : Samuel Z. Arkoff, Roger Corman ;  James H. Nicholson (en) (exécutif)
- Sociétés de production : American International Pictures
- Pays d'origine :  États-Unis
- Genre : fantastique
- Budget :  750.000 $
- Format : Couleurs - 35 mm (Panavision) - 2,35:1 (CinemaScope) - Son mono
- Durée : 79 minutes
- Dates de sortie :
  - États-Unis : 22 juin 1960
  - France : 11 mars 1964

## Distribution
- Vincent Price : Roderick Usher
- Mark Damon : Philip Winthrop
- Myrna Fahey : Madeline Usher
- Harry Ellerbe : Bristol
- Mike Jordan : un fantôme
- Eleanor LeFaber : un fantôme
- Ruth Oklander : un fantôme
- Géraldine Paulette : un fantôme
- David Andar : un fantôme
- Bill Borzage : un fantôme (non crédité)
- Mike Jordor un fantôme (non crédité)
- Nadajan : un fantôme (non crédité)
- George Paul : un fantôme (non crédité)
- Phil Sulvestre : un fantôme (non crédité)
- John Zimeas : un fantôme (non crédité)

## Analyse de l'œuvre
Tout au long du film on se demande si les personnages sont réellement atteints de folie ou si cela n’est que pure invention. La maison apparaissant comme un personnage à part entière et donc vivante, et ne fait que confirmer notre questionnement.
Le personnage de Vincent Price apparait comme controversé, souhaitant voir son existence prendre fin mais refusant par ailleurs de mettre fin à ses jours, comme s'il doutait lui-même de sa propre maladie. D’autre part, il exerce une influence malsaine sur tous les autres personnages, puisqu’on sait qu’on voit au travers des yeux de Philip que Madeline est différente de la personne qu’il avait rencontrée à Boston. On retrouve dans ce film une ambiance gothique caractéristique de ces années avec les thèmes de la mort, la folie ou encore le délabrement.
On observe la chute de la lignée tant au travers des personnages que de la maison et des paysages alentour. En effet, la végétation semble définitivement morte, et la brume envahit peu à peu le château. La maison elle aussi part en ruine et semble elle aussi s’opposer au mariage de Madeline et Philip, ce dernier échappe plusieurs fois à la mort entre ses murs. Elle peut également être considérée comme un miroir de la personnalité de Roderick : une apparence respectable d’aristocrate, mais un intérieur sombre.
Certains ont interprété le refus du mariage par Roderick comme un signe d’une relation incestueuse avec sa sœur.
Le rêve fait partie intégrante du film, donnant des clefs de compréhension à Philip et aux spectateurs sur ce qui se trame dans cette maison.

## Différences avec la nouvelle
Dans la nouvelle de Poe, Philip rend visite à Roderick, peintre fou de sa femme ou de son image (pas de sœur ni d'inceste).

## Autour du film
La Chute de la maison Usher est la première des huit adaptations d'histoires d'Edgar Allan Poe réalisées par Roger Corman entre 1961 et 1965. Les suivantes furent :
1. La Chute de la maison Usher
2. La Chambre des tortures
3. L'Enterré vivant
4. L'Empire de la terreur
5. Le Corbeau
6. La Malédiction d'Arkham
7. Le Masque de la mort rouge
8. La Tombe de Ligeia.

Le film est inscrit depuis 2005 au  National Film Registry.

### Articles
- Jean-Elie Fovez, « La Chute de la maison Usher », Téléciné, no 116, Paris, Fédération des Loisirs et Culture Cinématographique (FLECC), mai-juin 1964,  (ISSN 0049-3287)